# Donald McKay
Donald McKay (Jordan Falls (Nova Escòcia), 4 de setembre de 1810 - Hamilton (Massachusetts), 20 de setembre de 1880) fou un constructor naval estatunidenc d'origen canadenc. Alguns dels seus clípers foren famosos per les seves característiques i prestacions, i passaren amb honors a la història de la navegació mercant.

## Vida professional
Nascut a Jordan Falls Nova Escòcia (Canadà), als setze anys emigrà a Nova York. Allí va treballar en les  drassanes de Brown & Bell i d'Isaac Webb. El 1841, amb 31 anys va fundar les seves pròpies drassanes a Newburyport. L'any 1845 es va traslladar definitivament a Boston. En aquesta ciutat esdevindria un dels constructors navals qualitativament més importants de tots els temps.

## Clípers construïts
Una llista completa de tots els vaixells dissenyats i/o construïts per Donald McKay és difícil de presentar. Hi ha algun expert que ofereix una llista relativament completa. La taula següent indica alguns dels velers més importants.
| Any  | Nom del vaixell       | Capacitat (tones OM) | Notes                                        |
| ---- | --------------------- | -------------------- | -------------------------------------------- |
| 1842 | Courier               | 380                  |                                              |
| 1849 | Helicon               | 400                  |                                              |
| 1849 | Reindeer              | 800                  |                                              |
| 1850 | Moses Wheeler         | 900                  |                                              |
| 1850 | Stag Hound            | 1534                 | El primer clíper veritable que va construir. |
| 1851 | Flying Cloud          | 1782                 | [ 4 ]                                        |
| 1851 | Staffordshire         | 1817                 |                                              |
| 1851 | North America         | 1464                 |                                              |
| 1851 | Flying Fish           | 1505                 |                                              |
| 1852 | Sovereign of the Seas | 2421                 | El clíper més veloç.                         |
| 1852 | Westward Ho!,         | 1650                 |                                              |
| 1852 | Bald Eagle            | 1704                 |                                              |
| 1853 | Empress of the Seas   | 2200                 |                                              |
| 1853 | Star of Empire        | 2050                 |                                              |
| 1853 | Chariot of Fame       | 2050                 |                                              |
| 1853 | Great Republic        | 4555                 | Bricbarca de quatre pals.                    |
| 1853 | Romance of the Sea    | 1782                 |                                              |
| 1854 | Lightning             | 2083                 | [ 7 ]                                        |
| 1854 | Champion of the Seas  | 2447                 | [ 8 ]                                        |
| 1854 | James Baines          | 2525                 | [ 9 ]                                        |
| 1854 | Blanche Moore         | 1787                 |                                              |
| 1854 | Santa Claus           | 1256                 |                                              |
| 1854 | Commodore Perry       | 1964                 |                                              |
| 1854 | Japan                 | 1964                 |                                              |
| 1855 | Donald McKay          | 2594                 | [ 10 ]                                       |
| 1855 | Zephyr                | 1184                 |                                              |
| 1855 | Defender              | 1413                 |                                              |
| 1856 | Henry Hill            | 568                  | bricbarca normal                             |
| 1856 | Mastiff               | 1030                 |                                              |
| 1856 | Minnehaha             | 1695                 |                                              |
| 1856 | Amos Lawrence         | 1396                 |                                              |
| 1856 | Abbott Lawrence       | 1487                 |                                              |
| 1856 | Baltic                | 1372                 |                                              |
| 1856 | Adriatic              | 1327                 |                                              |
| 1858 | Alhambra              | 1097                 |                                              |
| 1867 | Helen Morris          | 1285                 |                                              |
| 1869 | Glory of the Seas     | 2102                 | [ 11 ] [ 12 ]                                |

## Particularitats de disseny

### Antecedents
Inspirats en els clípers corsaris hi ha uns quants vaixells que es disputen l'honor de ser el primer clíper construït per a viatges de llarga durada:
- Falcon (175 tones, Cowes, 1815)
- Falcon (351 tones, Cowes, 1824)[13]
- Red Rover (328 tones, 1830, Calcuta)
- Ann McKim (494 tones, Baltimore, 1833)[14][15][16]
- Scottish Maid (150 tones OM, 1839, Aberdeen)
- Rainbow (757 tones OM, Nova York, 1845)
- Sea Witch (908 tones, Nova York 1846)[17]

Els clípers Rainbow i Sea Witch foren dissenyats per l'enginyer naval John Willis Griffiths, que preconitzava unes formes del buc completament diferents de les tradicionals. Amb la secció mestra desplaçada cap a popa i l'obra viva a proa de formes còncaves. Aquells dissenys revolucionaris demostraren ser eficaços i foren la inspiració de tots els clípers posteriors. Els seus clípers estaven basats en la teoria i els càlculs, i les seves obres demostren els seus coneixements en la matèria, sense oblidar els aspectes històrics i les normatives legals de molts països.

### Dissenys de Donald McKay
Simplificant molt, els dissenys dels clippers de Donald McKay seguien les idees de John Willis Griffiths. Les formes de l'obra viva a proa còncaves i fines, una bona sortida a popa i una secció mestra més ampla (situada cap al mig del vaixell o més a popa). La diferència més notable es palesava en una secció mestra més plana en el fons del buc, pel que fa als dissenys de McKay.
L'admiració de Donald McKay per Griffiths la va demostrar en un document que va signar l'any 1859, en un homenatge a aquell arquitecte naval: “En aquest homenatge, em plau afirmar que crec que tothom de la navegació comercial sap que vos sou un mestre de la vostra professió, no inferior a cap altre. Un constructor naval científic i pràctic, i un ciutadà il·lustre”.

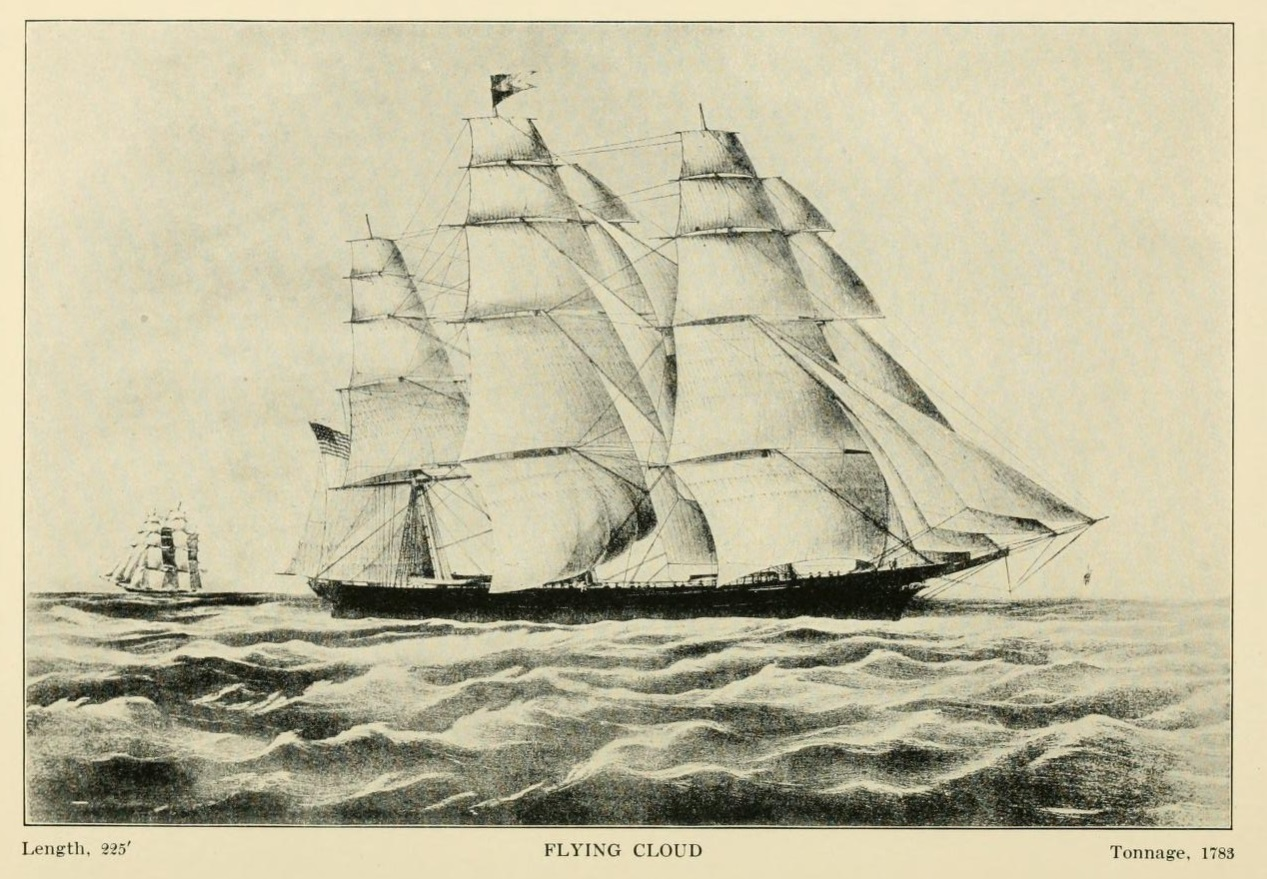
Flying Cloud
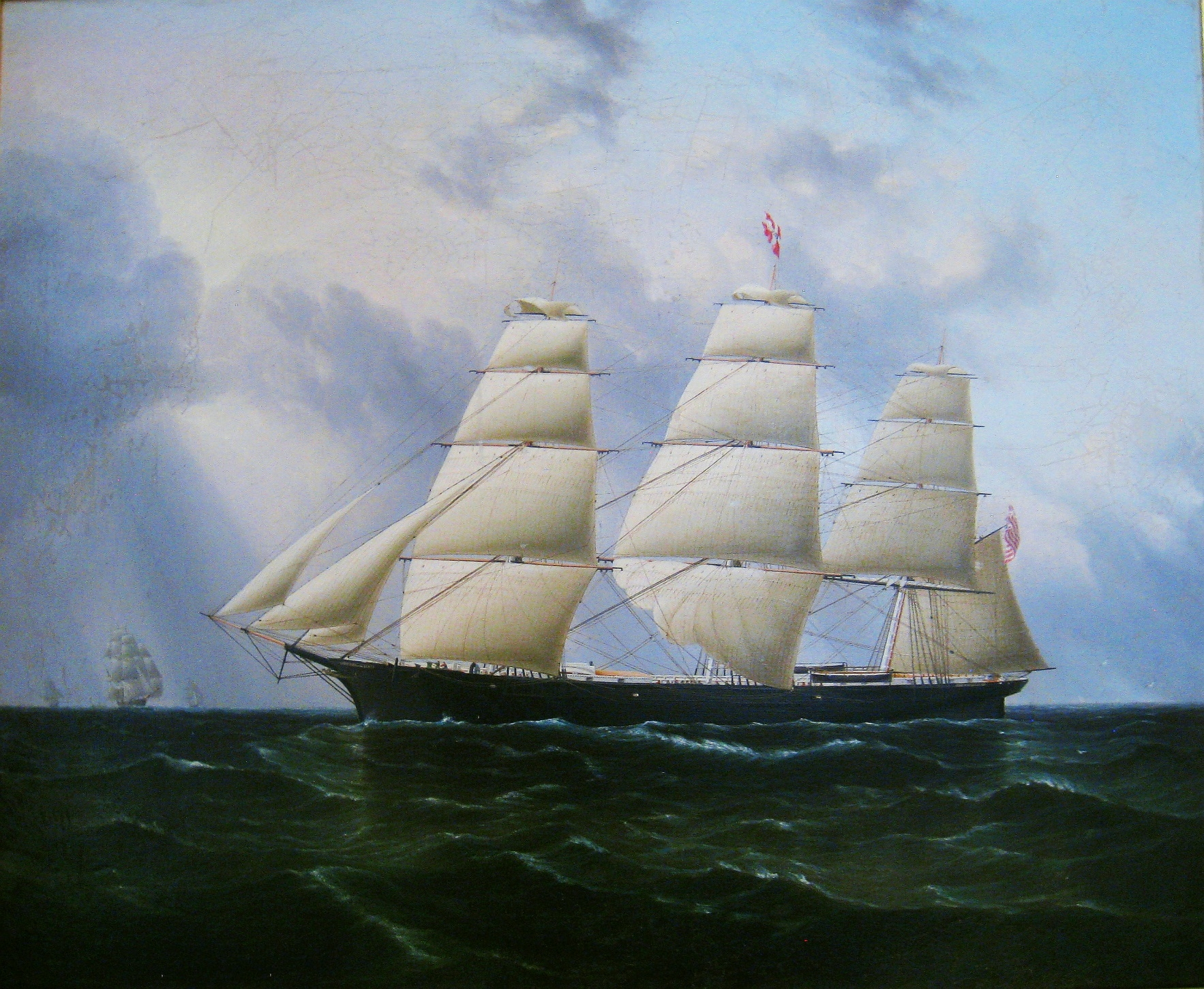
Sovereign of the Seas
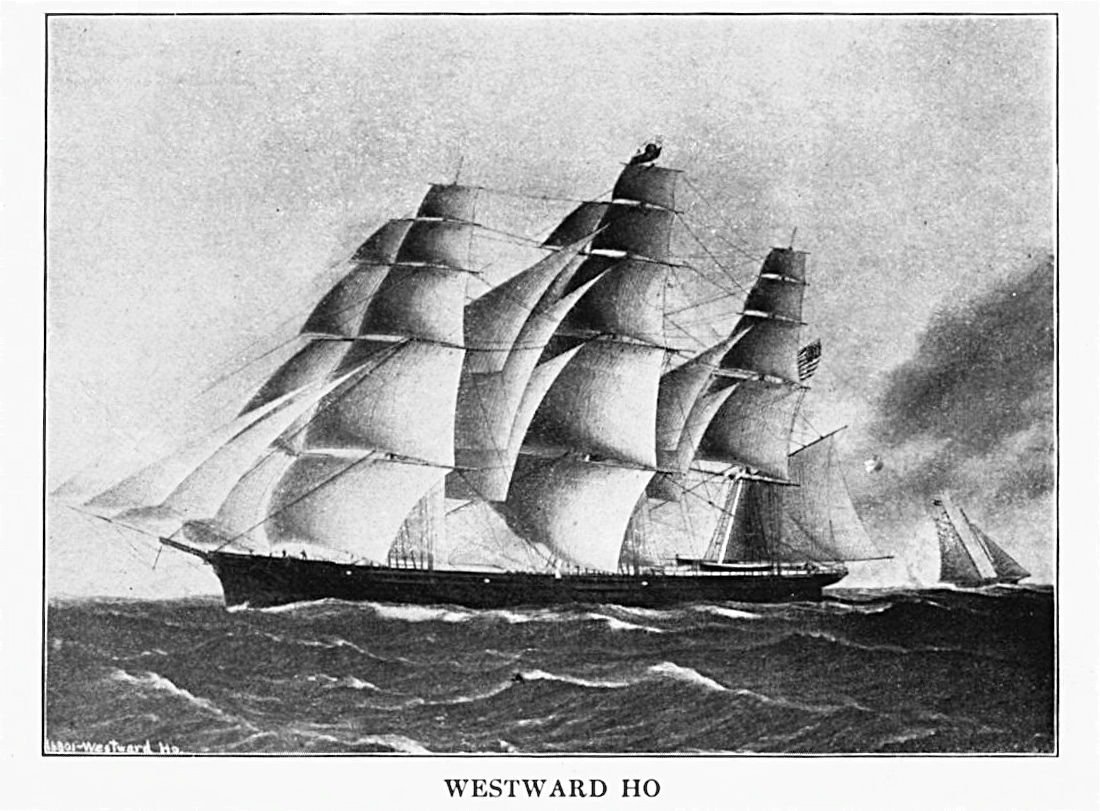
Westward Ho

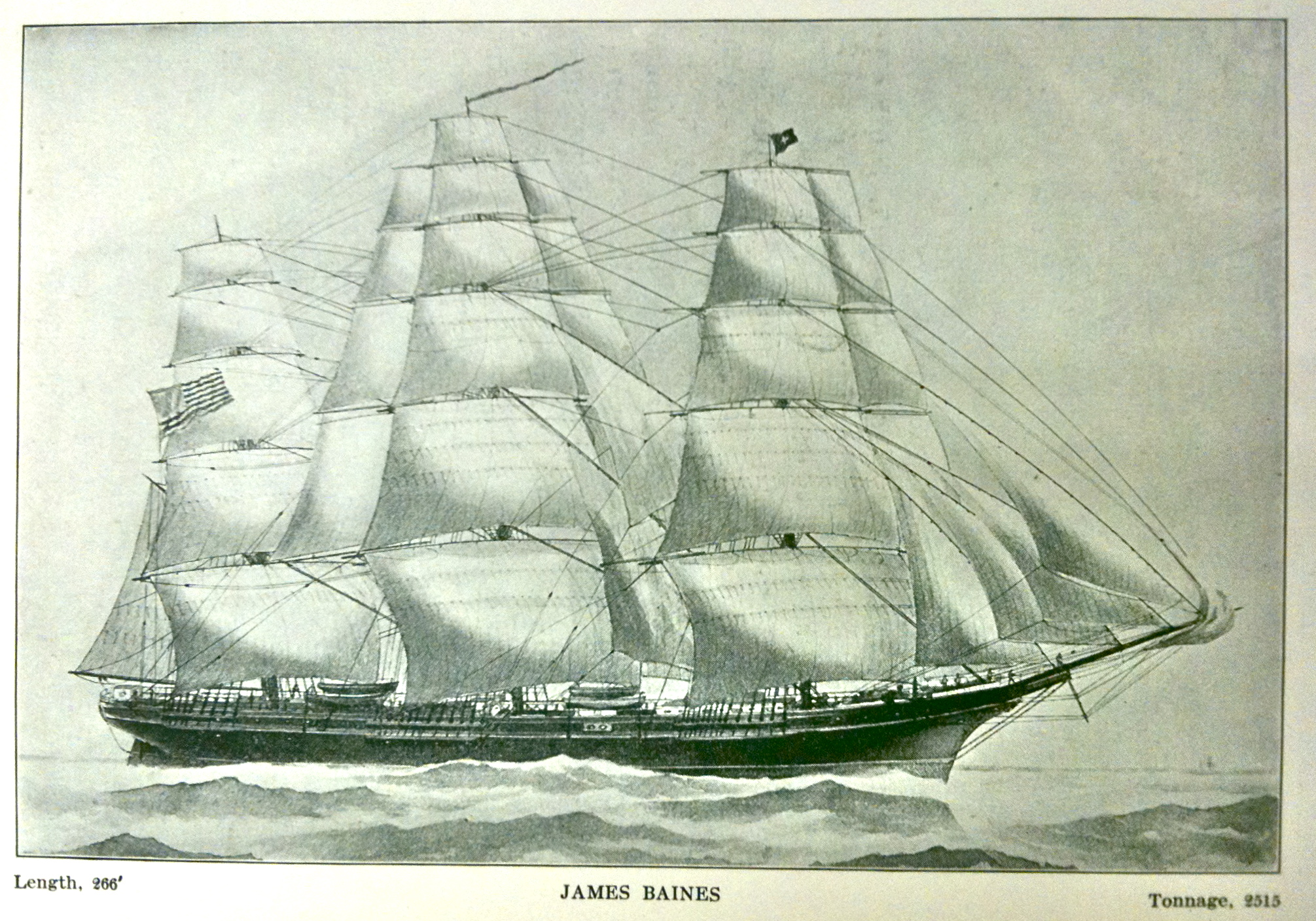
James Baines
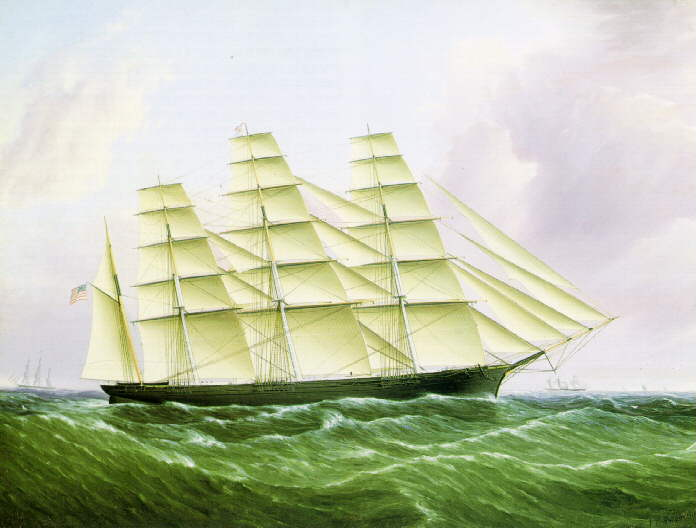
Great Republic
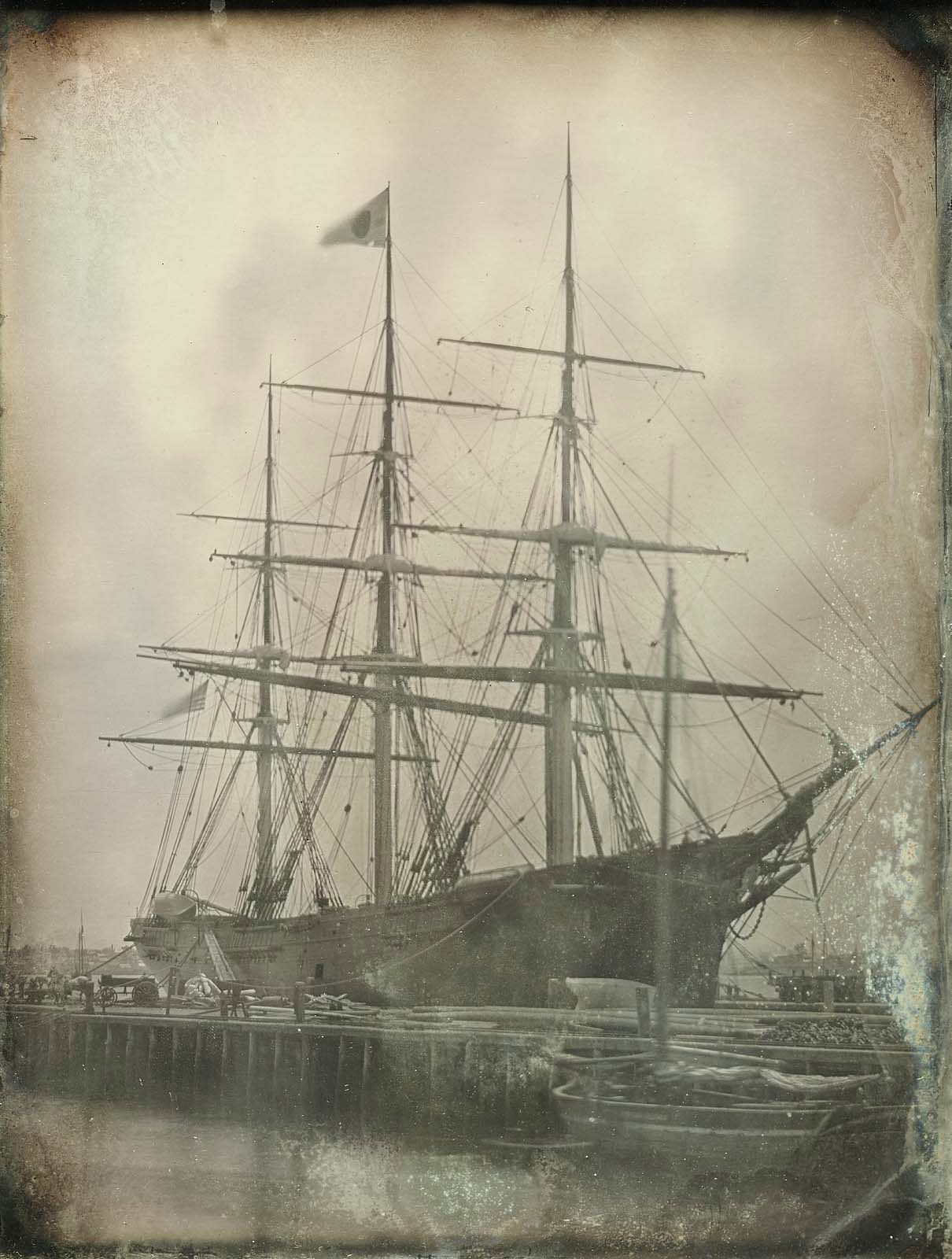
Champion of the Seas c1854

## Rècords
- El clíper Lightning va establir diversos rècords:
  - 436 milles nàutiques navegades en 24 hores.[7]
  - 64 dies des de Melbourne, Austràlia, fins a Liverpool, Anglaterra.[7]
- El clíper aparellat de fragata Sovereign of the Seas va declarar una velocitat de 22 nusos, el 1854.[20]
- El James Baines va enregistrar, amb la corredora, una velocitat de 21 nusos (18 de juny de 1856).[7]
- El Flying Cloud va fer dos trajectes de 89 dies des de Nova York fins a San Francisco[21]